# 奈歷大屠殺
奈歷大屠殺（英語：Nellie massacre）是1983年2月18日上午印度阿薩姆邦中部的奈歷村等14個村莊中本地阿薩姆人與提瓦人針對孟加拉穆斯林的屠殺事件，官方數據指喪生人數超過2,191人，還有其他統計指遇害人數多達5,000人或上萬人。

## 經過
阿薩姆運動期間，抗爭的全阿薩姆學生聯盟（AASU）要求去除非法入境的外籍人士之投票權，並將其驅逐出境，但時任印度總理英迪拉·甘地無視嚴重爭議，仍決定在當年2月14日、17日與20日在阿薩姆邦舉辦選舉，並同意給予400萬名自孟加拉國遷入的移民投票權，為此次屠殺的導火線。
1983年1月雙方衝突激化，全阿薩姆學生聯盟的若干領導人被捕，支持阿薩姆運動的當地報紙被禁止報導抗爭相關新聞，全阿薩姆學生聯盟發動了大規模的反選舉抗爭，破壞聯外道路以阻止投票工作，並演變成綁架候選人家屬的暴力衝突，印度政府則調派大批警力進入阿薩姆邦以確保投票順利進行，當地警官坎瓦尔·帕尔·辛格·吉尔事後回憶當時他評估阿薩姆有63個選區可順利舉行投票，有23個則幾乎難以舉行，奈歷村（Nellie，當時屬那岡縣，今屬馬日岡縣）即為其中之一。
1983年2月18日上午約9時，奈歷與周圍13個居民以孟加拉穆斯林為主的村莊遭持槍與開山刀的武裝分子包圍，並展開屠殺，至下午約3時方止，造成上千名孟加拉穆斯林喪生，許多房舍也被焚毀，遇難者許多為不及逃跑的婦女與兒童。

## 後續
事後英迪拉·甘地訪視奈歷村，指控阿薩姆運動的抗爭者應為此事負責，全阿薩姆學生聯盟則指屠殺是因強制推行選舉而起。同年7月14日，阿薩姆邦政府指派一個小組調查此事，由特里布萬·普拉薩德·蒂瓦里（Tribhuvan Prasad Tiwari）擔任組長，1984年5月小組發布了600頁的調查報告，即蒂瓦里小組報告（Tiwari Commission report），其中指出當地官員雖在事前即有相關情報，卻未能快速應對以阻止屠殺爆發，阿薩姆邦政府將此報告列為機密檔案，未予公開，阿薩姆聯合民主陣線等團體持續透過法律等途徑要求政府公開蒂瓦里小組報告。
此次屠殺後，警方立案的案件共有688起，其中378件以證據不足結案，剩餘310件本計畫起訴，但1985年印度政府與阿薩姆反抗勢力簽訂〈阿薩姆協議〉後撤回了所有訴訟，因此是次屠殺中並無任何兇手受罰，每名遇難者家屬僅得到政府5000盧比的微薄補償。
有學者將此事件視為第二次世界大戰後最嚴重的一起種族清洗事件，《印度時報》報導則稱「自1946年加爾各答大屠殺以來，從沒有如此可怕、令印度蒙羞的事件」。
印度非政府組織公共服務廣播電視基金會拍攝的紀錄片〈土地還記得什麼〉即是以此次大屠殺為主題。

### 書目
- Kimura, Makiko. . Sage Publications India. 2013  [2021-09-20]. ISBN 9788132111665. （原始内容存档于2021-08-30）.
- Lahkar, Bedabrata, , The Assam Tribune, 2008-02-18  [2008-03-24], （原始内容存档于2020-03-28）
- Gokhale, Nitin, , Tehelka, 2005-07-02  [2008-03-24], （原始内容存档于2006-12-01）
- Gokhale, Nitin, , Tehelka, 2005-07-16  [2008-02-19], （原始内容存档于2008-09-03）
- Pisharoty, Sangeeta Barooah. . The Wire (访谈). 2019  [2021-04-09]. （原始内容存档于2021-09-21）.